# Dolphin Dance
Dolphin Dance è il trentunesimo singolo pubblicato negli USA nel 1986 dal gruppo tedesco di musica elettronica Tangerine Dream, estratto dall'album Underwater Sunlight. In realtà è Ride On The Ray e non l'omonima traccia presente nell'opera. Venne usato dal 1992 al 1999 come sottofondo musicale per il Meteo3 trasmesso su Rai 3.

## Tracce
- 1. Ride On The Ray
- 2. Dolphin Smile
- 3. Song Of The Whale

## Formazione
- Edgar Froese: sintetizzatori, tastiere, chitarra elettrica.
- Christopher Franke: sintetizzatori, tastiere, drum machine.
- Paul Haslinger: sintetizzatori, tastiere.

## Fonte
- http://www.voices-in-the-net.de/dolphin_dance.htm